# Ротари ботаничка башта
Ротари ботаничка башта је непрофитна ботаничка башта од 20 хектара (81,000 m2), која се налази у Џејнсвилу, Висконсин. Башта је отворена за јавност.

## Преглед
На својих 20 хектара садржи низ тематских вртова, укључујући јапански, шкотски, француски, италијански, руски и енглески. Јапански врт се налази поред баре на којој је подугнут црвени мост јапанског стила. 
Ротари ботаничка башта је независна непрофитна организација. Посећује је више од 100.000 људи годишње, што је чини најпосећенијом туристичком дестинацијом Рок округа. Башта је и популарно место за свадбе и пријеме.

## Историја
Ротари ботаничка башта је основана 1988. године, од стране локалног Ротари клуба на месту старог каменолома. Локација је била у власништву града, пуна смећа и машина. Град је земљиште дао Ротаријанцима који су започели пројекат од неколико година да среде место. Након што је избачена тона смећа, баште, стазе и клупе су додате. Зграда која се налазила ту је реновирана и претворена у Еоклошки центар и центар за посетиоце. Хортикултурни центар је додат 2002. године. Центар садржи конференцијске сале, учионице и продавницу сувенира.